# Ajan Shīr Mellī
Ajan Shīr Mellī (persiska: آجَن شير مِلی, Ājan Shīr Melī, اجن شیر ملی) är en ort i Iran.   Den ligger i provinsen Golestan, i den norra delen av landet, 400 km öster om huvudstaden Teheran. Ajan Shīr Mellī ligger 202 meter över havet och antalet invånare är 288.
Terrängen runt Ajan Shīr Mellī är varierad. Runt Ajan Shīr Mellī är det ganska glesbefolkat, med 48 invånare per kvadratkilometer. Närmaste större samhälle är Kalāleh, 5,7 km nordväst om Ajan Shīr Mellī. I omgivningarna runt Ajan Shīr Mellī växer i huvudsak blandskog.